# Tsamaqasar
Tsamaqasar (in armeno Ցամաքասար?, conosciuto anche come Tsamakasar, in passato Susuz) è un comune dell'Armenia di 469 abitanti (2001) della provincia di Aragatsotn.